# Phyllodesmium magnum
Phyllodesmium magnum is een slakkensoort uit de familie van de Facelinidae. De wetenschappelijke naam van de soort is voor het eerst geldig gepubliceerd in 1991 door Rudman.